# Długoprzędka brunatna
Długoprzędka brunatna (Dolichothele dominguense) – gatunek pająka z rodziny ptasznikowatych. Endemit Brazylii.

## Taksonomia
Gatunek ten opisany został po raz pierwszy w 2007 roku przez José P.L. Guadanucciego na łamach „Zootaxa” pod nazwą Oligoxystre rufoniger. Jako lokalizację typową wskazano São Domingos w brazylijskim stanie Goiás. Epitet gatunkowy pochodzi od tejże lokalizacji. W 2015 roku Sylvia Marlene Lucas i Rafael Prezzi Indicatti dokonali synonimizacji Oligoxystre z rodzajem Dolichothele, stąd obecna kombinacja.

## Morfologia
Ptasznik o ciele średnich rozmiarów, mocno obrośniętym szczecinkami. Holotypowy samiec ma ciało długości 18,1 mm przy karapaksie długości 7,5 mm i szerokości 6,1 mm, natomiast paratypowa samica ma ciało długości 27,4 mm przy karapaksie długości 11,1 mm i szerokości 9 mm. Karapaks jest brązowy, o prostej bruździe tułowiowej. Odnóża porastają długie, białe szczecinki. Ubarwienie opistosomy (odwłoka) jest ciemnobrązowe. Genitalia samicy mają parę bardzo długich spermatek na prawie całej długości wypuszczających drobne płaty. Nogogłaszczki samca cechują się cymbium o płacie tylno-bocznym niewiele większym niż płat przednio-boczny oraz długim, lekko przed wierzchołkiem zakrzywionym i tam opatrzonym niewielkim kilem embolusem. Poza tym samiec ma pierwszą parę odnóży o lekko zakrzywionym nadstopiu i o haku (ostrodze) na goleni mającym gałąź zewnętrzną z kolcem w połowie długości i rozdętym szczytem, a gałąź wewnętrzną z kolcem u podstawy.

## Rozprzestrzenienie
Gatunek neotropikalny, południowoamerykański, endemiczny dla stanu Goiás w Brazylii.